# Cliff Dawson
Cliff Dawson (ur. 10 listopada 1957) – australijski judoka.
Srebrny medalista mistrzostw Oceanii w 1988. Wicemistrz Australii w 1988 roku.